# Шере (Ен)
Шере (фр. Chérêt) је насељено место у Француској у региону Пикардија, у департману Ен (Пикардија).
По подацима из 2011. године у општини је живело 123 становника, а густина насељености је износила 33,15 становника/km².

## Демографија
| 1962. | 1968. | 1975. | 1982. | 1990. | 2011. |
| ----- | ----- | ----- | ----- | ----- | ----- |
| 101   | 88    | 111   | 111   | 12    | 123   |